# Cosma Shiva Hagen
Cosma Shiva Hagen (født 17. maj 1981 i Los Angeles, California i USA) er en tysk skuespiller. Hun er datter af sangerinden Nina Hagen og musikeren Ferdinand Karmelk. Hendes bedstemor er skuespilleren og sangerinden Eva-Maria Hagen.
Som skuespiller har hun primært medvirket i tyske tv-produktioner.